# 青岛西海岸大学城体育中心
青岛西海岸大学城体育中心又稱古镇口大学城体育中心、青岛西海岸大學城體育場，是一个位于中国山东省青岛市黄岛区的足球體育場，也是青岛西海岸的主場以及青岛红狮曾經的主场。该体育场于2022年开始建设，并于2023年竣工。 該體育場有座席20000座以及一块400m的标准尺寸田径场地。